# Kristovo loučení
Kristovo loučení (również Sedlo Orlíku lub Loučení Kristovo ) – przełęcz o wysokości 1044 m n.p.m.  na Śląsku, w północno-wschodnich Czechach, w Sudetach Wschodnich,  w paśmie górskim Wysokiego Jesionika (cz. Hrubý Jeseník) oraz w jego części w Masywie Orlíka (cz. Medvědská hornatina), pomiędzy szczytami Orlík i Orlík–Z, na granicy gmin Jesionik (cz. Jeseník) i Zlaté Hory.

## Charakterystyka
Nazwa przełęczy wiąże się z legendą. Przed I wojną światową na przełęczy raz w miesiącu spotykali się trzej przyjaciele. Zanim poszli na wojnę, umówili się, że po wojnie spotkają się na niej ponownie. Jeden z nich przybył tu w umówiony dzień, straciwszy na wojnie nogę. Było zimno i padał śnieg, lecz przyjaciół nie zastał. Czekając na nich do wieczora, zrozumiał, że nie przyjdą. Z powiązanych gałęzi utworzył krzyż i tak zamarzł. Po paru dniach znaleźli go leśnicy, stawiając w miejscu jego śmierci krzyż. Ku jego pamięci nazwali to miejsce: Kristovo loučení, co można przetłumaczyć jako: Chrystusowe pożegnania.

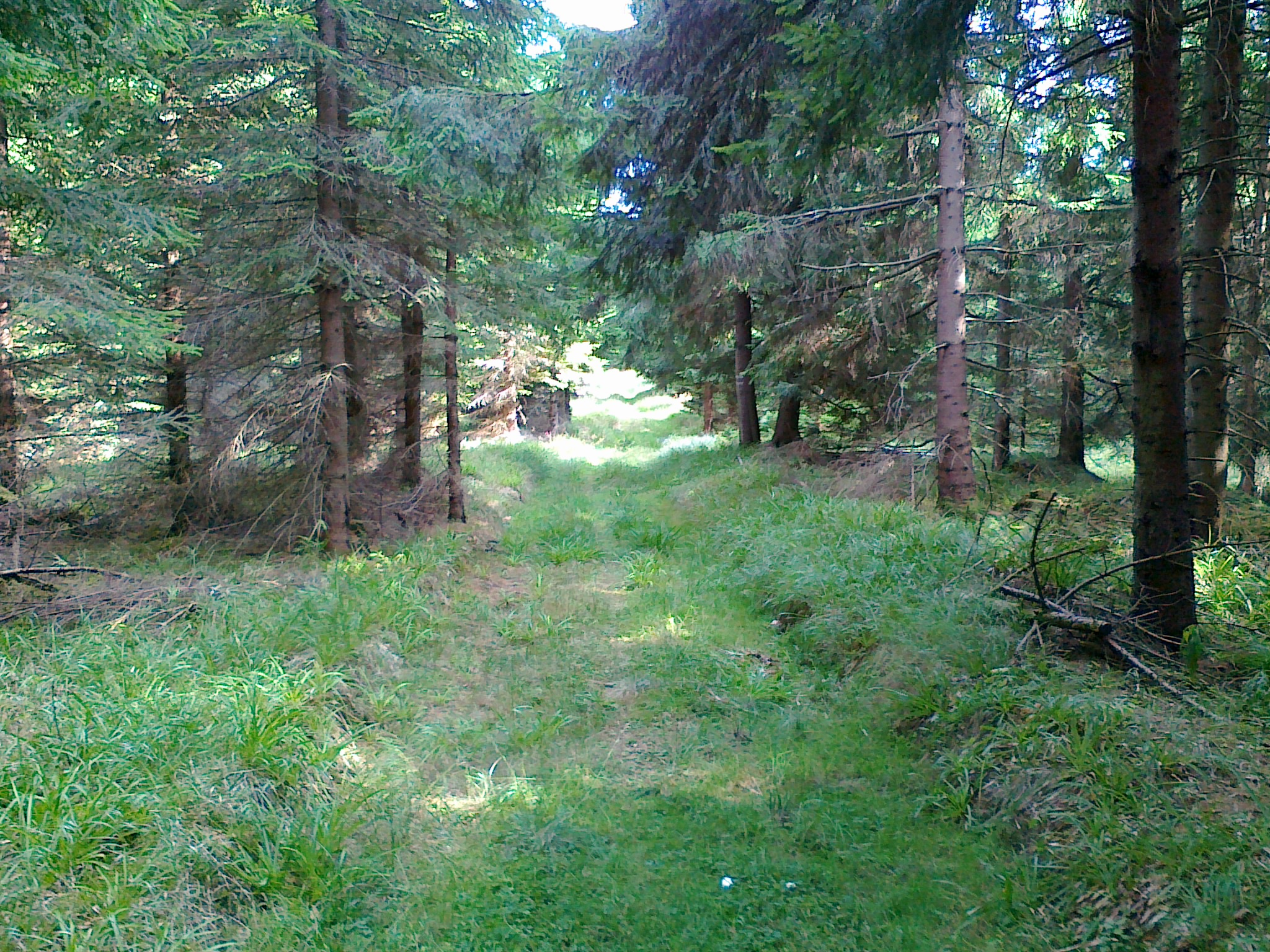
Widok na punkt siodłowy przełęczy Kristovo loučení (2016 rok)

Przełęcz położona jest w północnym rejonie całego pasma Wysokiego Jesionika, leżąca w części Wysokiego Jesionika, w północnym obszarze (mikroregionu) o nazwie Masyw Orlíka (cz. Medvědská hornatina). Znajduje się blisko skrzyżowania turystycznego o nazwie (cz. Kristovo loučení), z podaną na tablicy informacyjnej wysokością 1051 m, gdzie krzyżują się przebiegające w jego pobliżu drogi o nazwach Opavská cesta, Hlavní česká cesta i Cesta Svobody . Przy skrzyżowaniu tym postawiono wiatę turystyczną z zamontowaną na niej żółtą skrzynką Klubu Czeskich Turystów (cz. Klub Českých Turistů) z zeszytem do którego można się wpisać. Przy wiacie stoi odnowiony w 2019 roku drewniany, legendarny krzyż. Przez przełęcz biegnie od drogi Opavská cesta do drugorzędnych szczytów góry Orlík (Orlík–Z i Orlík–SZ) oraz dalej do szczytu góry Srnčí vrch – droga. Cała przełęcz jest gęsto zalesiona borem świerkowym, nie jest więc punktem widokowym. Na podstawie szczegółowej mapy Państwowego urzędu geodezyjnego o nazwie (cz. Český úřad zeměměřický a katastrální (CÚZK)) punkt siodłowy przełęczy znajduje się blisko przebiegającej przez przełęcz drogi i ma wysokość 1044 m n.p.m. oraz współrzędne geograficzne (50°10′41,0″N 17°16′58,7″E/50,178056 17,282972).

## Wody
Grzbiet główny (grzebień) góry Pradziad, biegnący od przełęczy Skřítek do przełęczy Červenohorské sedlo oraz dalej do przełęczy Ramzovskiej (cz. Ramzovské sedlo) jest częścią granicy Wielkiego Europejskiego Działu Wodnego, dzielącej zlewiska Morza Bałtyckiego i Morza Czarnego.
Przełęcz położona jest na północny wschód od tej granicy, należy więc do zlewni Morza Bałtyckiego, do którego płyną wody m.in. z dorzecza rzeki Odry, będącej przedłużeniem płynących z tej części Wysokiego Jesionika górskich potoków (m.in. płynących w pobliżu przełęczy potoków o nazwie Czarna Opawa (cz. Černá Opava) czy Šumný potok). Ze stoku północno-wschodniego przełęczy ma swój początek krótki, nienazwany potok, będący dopływem wspomnianego potoku Czarna Opawa.

## Ochrona przyrody
Przełęcz znajduje się w obrębie wydzielonego obszaru objętego ochroną o nazwie Obszar Chronionego Krajobrazu Jesioniki (cz. Chráněná krajinná oblast (CHKO) Jeseníky), a utworzonego w celu ochrony utworów skalnych, ziemnych i roślinnych oraz rzadkich gatunków zwierząt. Na przełęczy nie utworzono żadnych rezerwatów przyrody lub innych obiektów nazwanych pomnikami przyrody oraz nie wytyczono ścieżek dydaktycznych. 

## Turystyka

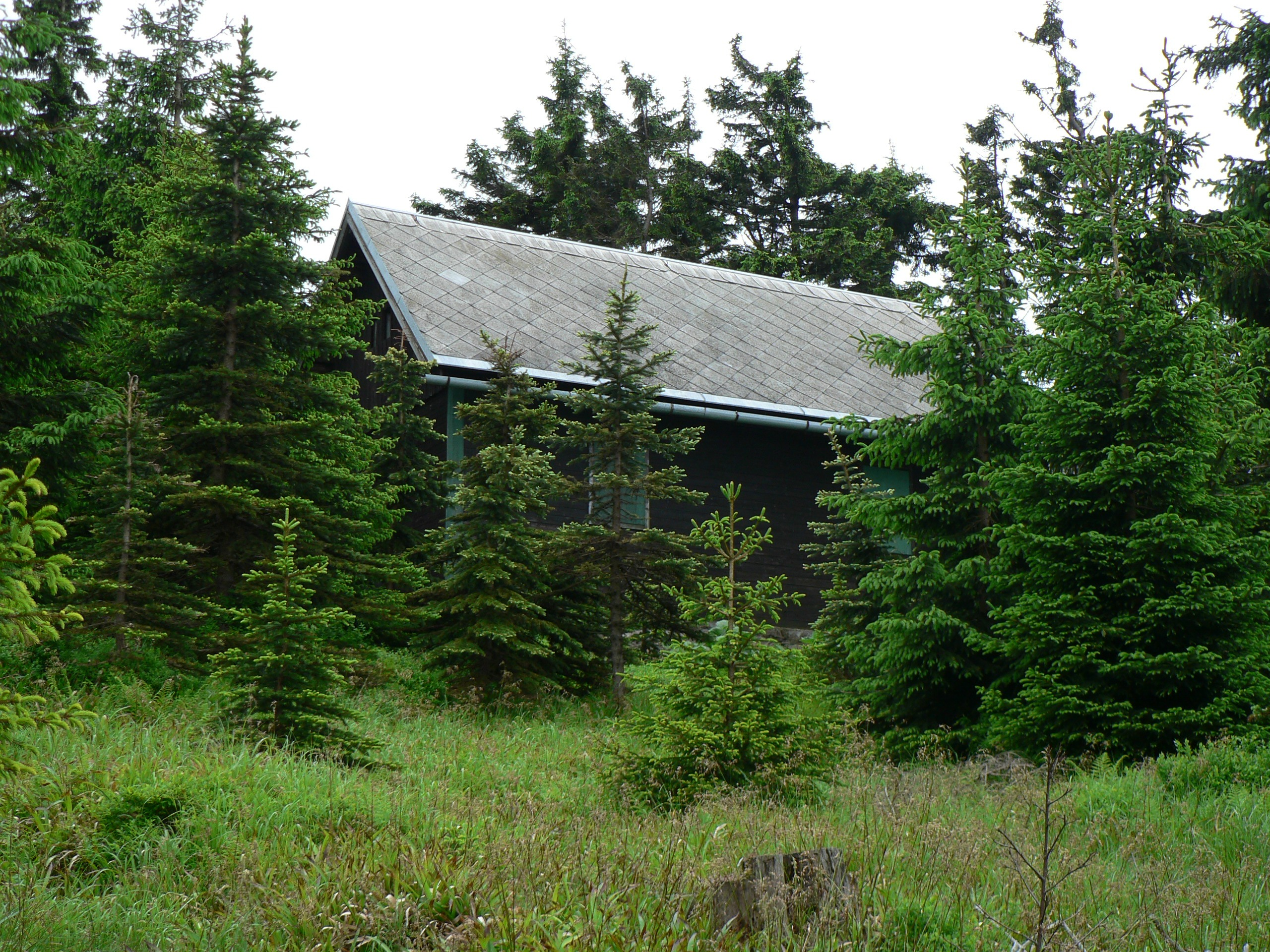
Widok na chatę o nazwie Tetřeví chata (2) (2010 rok)

W okolicy przełęczy nie ma żadnego schroniska turystycznegu lub hotelu górskiego. Do bazy pensjonatów w osadzie Rejvíz jest około 6 km od przełęczy w kierunku północnym. Nieco bliżej, w odległości około 500 m na południowy zachód od przełęczy, na stoku góry Velké Bradlo położona jest chata Na Bradle oraz w odległości około 1 km na północny wschód od przełęczy, na stoku góry Orlík, inna chata o nazwie Tetřeví chata (2). Obie chaty nie mają charakteru typowych schronisk turystycznych, a zalicza się je do tzw. chat łowieckich. Dojście do nich następuje ścieżkami przy użyciu szczegółowych map.

### Szlaki turystyczne, rowerowe i trasy narciarskie
Klub Czeskich Turystów wytyczył w obrębie przełęczy jeden szlak turystyczny na trasie:
 Rejvíz – narodowy rezerwat przyrody Rejvíz – góra Přední Jestřábí – góra Přední Jestřábí–JZ – szczyt Kazatelny–SV – szczyt Kazatelny – przełęcz Kristovo loučení – góra Medvědí louka – góra Ostruha–JV – góra Jelení loučky – góra Děrná – góra Ztracený vrch – góra Lysý vrch – góra Osikový vrch – przełęcz Videlské sedlo – góra Malý Děd – schronisko Švýcárna
Przez przełęcz wytyczono również szlak rowerowy na trasie:
 Vidly – Videlské sedlo – góra Osikový vrch – góra Lysý vrch – góra Ztracený vrch – góra Děrná – Ostruha–JV – góra Ostruha – przełęcz Kristovo loučení – przełęcz Prameny Opavice – góra Příčný vrch – góra Lysý vrch – Zlaté Hory
| Podjazdy drogowe |                                       |            |            |                     |                      |                        |
| Lp.              | Trasa                                 | Oznaczenie | Długość km | Różnica wysokości m | Średnie nachylenie % | Ilość pętlic drogowych |
| 1                | Černá Opava (most) – Kristovo loučení |            | 7,2        | 312                 | 4,3                  | 2                      |
| 2                | Adolfovice – Kristovo loučení         |            | 13,7       | 586                 | 4,3                  | 2                      |

W okresach ośnieżenia wzdłuż szlaku turystycznego i rowerowego przebiegają trasy narciarstwa biegowego. W obrębie przełęczy nie poprowadzono żadnej trasy narciarstwa zjazdowego.